# Fred Breinersdorfer

Fred Breinersdorfer (2024)

Alfred „Fred“ W. Breinersdorfer (* 6. Dezember 1946 in Mannheim) ist ein deutscher Drehbuchautor, Filmproduzent und Rechtsanwalt.

## Leben
Fred Breinersdorfer wurde 1946 in Mannheim geboren, legte in Mainz sein Abitur ab und studierte an der dortigen und der Eberhard-Karls-Universität Tübingen Rechtswissenschaft und Soziologie. Er hat zwei Kinder, Léonie-Claire Breinersdorfer und Julian Breinersdorfer.  Breinersdorfer ist mit Katja Röder verheiratet und lebt in Berlin.
17 Jahre praktizierte er in Stuttgart als Anwalt, spezialisiert auf Hochschulrecht, besonders Numerus-clausus-Prozesse. Im Jahr 1986 gründete er den Factor Verlag Stuttgart, der 1992 in die Delphi-Medien GmbH überging, die sich mit Rechtemanagement und Filmproduktion befasst. Lange Jahre unterrichtete er an verschiedenen Hochschulen Medien- und Urheberrecht und wurde 1994 in Baden-Württemberg zum Honorarprofessor ernannt. Später widmete Breinersdorfer sich der Schriftstellerei, hauptsächlich dem Drehbuchschreiben. Knapp 80 Spielfilme wurden bisher nach seinen Drehbüchern gedreht. Hinzu kommen zahlreiche Kriminalromane, Theaterstücke und Hörspiele. Seit 2004 ist er auch als Produzent und Regisseur tätig. Der Ministerpräsident des Landes Baden-Württemberg hat am 28. April 2012 Fred Breinersdorfer den „Verdienstorden des Landes Baden-Württemberg für hervorragende Verdienste“ verliehen. Im Jahr 2014 wurde er mit dem Bundesverdienstkreuz am Bande ausgezeichnet. Im Juni 2015 wurde er in die Wettbewerbsjury des 37. Internationalen Filmfestivals Moskau berufen. 2016 beendete Breinersdorfer seine Filmtrilogie über NS-Opfer mit Das Tagebuch der Anne Frank. Es folgten weitere Filme mit politischem Inhalt: 2022 Honecker und der Pastor, der das Kirchenasyl des Ehepaars Honecker in Lobetal zum Gegenstand hat und 2025 An einem Tag im September, in dem das historische Treffen von Konrad Adenauer mit Charles de Gaulle am 14. September 1958 in dessen Privathaus erzählt wird, bei dem die 250-jährige, grausame „Erbfeindschaft“ zwischen Deutschland und Frankreich beendet wurde.

### Rechtsanwalt
Am 1. Dezember 1972 bestand Breinersdorfer an der Universität Tübingen das erste juristische Staatsexamen. Es folgte ein einjähriges Promotionsstipendium und das Referendariat in Tübingen und Stuttgart. Im Juli 1976 wurde er als Rechtsanwalt in Stuttgart zugelassen und am 14. Februar 1977 mit seiner Dissertation Gleichheit der Bildungschancen und staatliche Bildungsförderung in Deutschland vom Fachbereich Rechtswissenschaft der Universität Tübingen promoviert. Unmittelbar nach seiner Anwaltszulassung spezialisierte er sich auf Hochschulrecht und entwickelte mit Kollegen in Grundsatzprozessen, durch wissenschaftliche Publikationen und Sachbücher das damals neue Rechtsgebiet der Hochschulzulassung (Numerus clausus). Unmittelbar nach dem Beschluss des Bundesgerichtshofs vom 18. September 1989, mit dem überörtliche Anwaltssozietäten zugelassen wurden, schloss sich Breinersdorfer zu einer der ersten überörtlichen Anwaltsgemeinschaften mit zwei ebenfalls auf Hochschulzulassungen spezialisierten Rechtsanwälten in Frankfurt und Saarbrücken zusammen. Am 30. September 1994 verließ er die Anwaltssozietät, um sich hauptberuflich dem Schreiben zu widmen. Breinersdorfer behält bis heute seine Zulassung als Anwalt. Seine heutigen Tätigkeitsschwerpunkte liegen im Medien- und Urheberrecht.

### Autor
Im Jahr 1980 erschien sein erster Abel-Krimi bei Rowohlt: Reiche Kunden killt man nicht. Weitere Krimis, Romane, Kurzgeschichten und dramatische Werke folgten. Als Drehbuchautor debütierte er mit dem Zweierlei Blut – ein Film, in dem Schimanski nackt auf den Anstoßkreis des Wedaustadions gelegt wird. Mitautor war Felix Huby. Es folgten zahlreiche Spielfilme, meist Krimis. 1986 startete das ZDF mit Breinersdorfers Anwalt Abel eine lose Reihe von Spielfilmen mit Günther Maria Halmer in der Titelrolle. Auf diese Weise entstanden 20 Folgen bis zum Jahr 2000. Des Weiteren stammen inzwischen mehr als 20 Tatort-Produktionen aus seiner Feder. 2005/06 entwarf er zusammen mit seiner Tochter das neue Tatortformat Kappl und Deininger des Saarländischen Rundfunks. Auch die Bücher zu den ersten beiden Filmen stammen von ihm und Léonie-Claire Breinersdorfer.
2013 wurde in Hamburg und Berlin am Kurfürstendamm das Theaterstück Hilde Knef – Der Teufel und die Diva gespielt, das Breinersdorfer zusammen mit Katja Röder verfasste.
Im Dezember 2013 startete er ein literarisches Experiment mit dem Politthriller BERLIN.classified über die düsteren Seiten der Berliner Politik, einer nur im Internet verfügbaren Romanserie, eng an der Dramaturgie amerikanischer TV-Serien angelehnt. Seit 2008 entwickelte Breinersdorfer, wieder mit seiner Tochter Léonie-Claire, den Kinofilm Elser – Er hätte die Welt verändert. Der von Oliver Hirschbiegel inszenierte Film erhielt, schon vor seiner Uraufführung außer Konkurrenz im Wettbewerb der 65. Berlinale, den Produzentenpreis beim Bayerischen Filmpreis. Das Drehbuch zum Film (englischer Titel „13 Minutes“) wurde 2017 in den Bestand der Margaret Herrick Library in Los Angeles aufgenommen, die seit 1928 für die Academy of Motion Picture Arts and Sciences wichtige Dokumente der Filmgeschichte sammelt und ausstellt. Sein Projekt, einen Kinofilm über das Tagebuch von Anne Frank zu schreiben, löste Anfang 2014 eine öffentliche Kontroverse aus, weil das ZDF zum selben Zeitpunkt einen Zweiteiler plante – ohne die Verfilmungsrechte zu haben, anders als Breinersdorfers Produzenten. Die Dreharbeiten zu Das Tagebuch der Anne Frank unter der Regie von Hans Steinbichler fanden Anfang 2015 statt; der Film wurde am 16. Februar 2016 auf der Berlinale uraufgeführt und kam am 3. März 2016 in die Kinos.
Breinersdorfers Drehbücher wurden von Regisseuren wie Peter Schulze-Rohr, Nico Hofmann, Marc Rothemund, Michael Verhoeven, Rolf Schübel, Urs Egger, Markus Imboden, Jan Josef Liefers und anderen inszeniert, seine Rollen haben Schauspieler wie Bruno Ganz, Iris Berben, Suzanne von Borsody, Christian Redl, Eva Mattes, Axel Prahl, Julia Jentsch, Hannelore Elsner, Hannah Herzsprung, Burghart Klaußner, Ulrich Noethen, Martina Gedeck, Edgar Selge und vielen anderen verkörpert. Sein Debüt als Kino-Autor startete er 2005 mit Sophie Scholl – Die letzten Tage. Der Film wurde am 31. Januar 2006 für einen „Oscar“ in der Kategorie „Bester fremdsprachiger Film“ nominiert. Theateradaptionen des Drehbuchs kamen u. a. in Salzburg, Cambridge, New York und Bonn auf die Bühne.
Der 2017 entstandene TV-Film Ein Kind wird gesucht, mit Katja Röder als Koautorin, feierte am 22. September 2017 im Rahmen des Festivals Tatort Eifel Premiere und wurde am 15. Dezember 2018 von ARTE vorab ausgestrahlt. Er erzielte in Deutschland einen Marktanteil von knapp 6 % und 1.814.000 Zuschauer. In Frankreich waren es 1.259.000 Zuschauer für „Un enfant disparaît“, was einem Marktanteil von 5,1 % entspricht. In beiden Ländern war das der beste Wert auf dem Programmplatz in diesem Jahr und in Deutschland auf der „ewigen Liste“ auf Platz zwei. Das ZDF und ARTE setzten die Reihe der Truecrime-Filme mit Heino Ferch als Ingo Thiel fort. Bisher wurden Die Spur der Mörder (2019) und Ein Mädchen wird vermisst (2021) und weitere Filme mit ähnlichem Zuschauererfolg ausgestrahlt. Die auf historischen Tatsachen beruhende ZDF/arte-Produktion Honecker und der Pastor lief im November 2022 auf der TeleVisonale (neuer Name für das Fernsehfestival der Akademie für Darstellende Künste) in Baden-Baden im Wettbewerb. Gleichzeitig drehte Breinersdorfer einen 60-minütigen Dokumentarfilm über die Recherchen zum Film. Die Produktion wurde für den Grimme-Preis 2023 nominiert. Seine Erste Komödie, die ZDF-Produktion Blackoth bei Wellmanns, wurde 2024 bei ARTE erstgesendet. Zu dem vom Leo Baeck Institute New York initiierten Projekt „Stolpertexte“, an dem mehrere Autoren mitwirkten, leistete Breinersdorfer einen Beitrag über den Stuttgarter Musikpädagogen Karl Adler.
An einem Tag im September erzählt die Geschichte der Beendigung der 250-jährigen „Erbfeindschaft“ durch de Gaulle und Adenauer. Er  wurde am 10. April 2025 in Anwesenheit des Bundespräsidenten und des französischen Botschafters im Haus der Geschichte in Bonn 200 Schülerinnen und Schülern aus Oberstufen zweisprachiger Gymnasien vorgeführt und vor seiner Erstsendung auf dem TV-Filmfestival Monte Carlo am 17. Juni 2025 als bester Film ausgezeichnet.

### Produzent
Breinersdorfer begründet seinen Einstieg in die Filmproduktion damit, dass er als produzierender Autor länger und intensiver seine Filme betreuen kann. Er orientiert sich an amerikanischen Vorbildern der Writing Producers wie beispielsweise Vince Gilligan. Dabei konzentriert er sich aber nicht nur auf die kreativen Aspekte der Filme, sondern auch auf Finanzierung und Marketing. 2004 gründete Breinersdorfer mit dem Regisseur Marc Rothemund die Produktionsfirma Broth Film, um den Kinofilm Sophie Scholl – Die letzten Tage in Koproduktion mit der Münchener Goldkind Film herauszubringen. Nach der Uraufführung im Wettbewerb der 55. Berlinale 2005, kam der Film am 22. Februar desselben Jahres in die Kinos. Die Produzenten und ihr Team erhielten für das Werk zahlreiche Nominierungen und Auszeichnungen. Neben seinen mit Siggi Kamml gedrehten Kurzfilmen Sommersonntag und As Time Goes Bye produzierte und koproduzierte Breinersdorfer verschiedene Kino- und Fernsehfilme, darunter Hilde, der auf der 59. Berlinale Uraufführung hatte, Der Mann der über Autos sprang und den Fernsehfilm Der verlorene Sohn, für den er mit dem Bernd Burgemeister Fernsehpreis ausgezeichnet wurde. Auf der 65. Berlinale hatte sein jüngster Kinofilm, Elser – Er hätte die Welt verändert, den er mit den Münchener Produzenten Oliver Schündler und Boris Ausserer produzierte, Welturaufführung.

### Regisseur
2007 erfolgte Breinersdorfers Regiedebüt mit dem Kurzfilm Sommersonntag zusammen mit Sigi Kamml. Sommersonntag wurde noch vor seiner Uraufführung mit dem Kurzfilmpreis der Friedrich-Wilhelm-Murnau-Stiftung ausgezeichnet und von zahlreichen internationalen Festivals für die offiziellen Wettbewerbe eingeladen. Die deutsche Filmförderungsanstalt wählte ihn zum erfolgreichsten Kurzfilm des Jahres 2008. Ebenfalls 2007 verfilmte er den Roman Eden Plaza von Dagmar Leupold unter dem Titel Zwischen heute und morgen mit Peter Lohmeyer und Gesine Cukrowski für das Kino. Sein Dokumentarfilm Andula – Besuch in einem anderen Leben mit Hannah Herzsprung, der das grausame Schicksal der tschechischen Schauspielerin Anna Letenská während der Nazizeit behandelt, kam im Herbst 2009 in die Kinos. Von 2018 bis 2020 begleitete Fred Breinersdorfer den Regisseur des gemeinsamen Films „Honecker und der Pastor“ Jan Josef Liefers bei den Recherchen für Drehbuch und Inszenierung mit einem Kamerateam. Aus dem umfangreichen Material ist eine Begleitdokumentation zum Spielfilm entstanden. (Buch und Regie Fred Breinersdorfer)

### Verleger
Weil kein Verlag Breinersdorfers Manuskript Der Hammermörder drucken wollte, entschloss er sich 1986, einen Verlag (Factor:Verlag:Stuttgart) zu gründen, zunächst als Selbstverlag, um den Roman herauszubringen. Nachdem Der Spiegel ausführlich über den Fall und den Roman berichtet hatte, wurde das Buch ein Erfolg und später verfilmt. Um sich auf den Beruf als Autor konzentrieren zu können, stellte Breinersdorfer seine Verlegertätigkeit 1994 ein.

### Politische Aktivitäten
Breinersdorfer ist seit 1973 Mitglied der SPD, war aber außer im Jahr 1994 nie in der Partei aktiv. Er engagiert sich für die Rechte der Kreativen meist außerhalb der SPD. Er gründete 1986 die Krimiautorenvereinigung „Das Syndikat“. 1994 kandidierte er für den Bundestag im Wahlkreis Stuttgart-Süd für die SPD. Von 1997 bis 2005 war er Bundesvorsitzender des VS (Verband deutscher Schriftsteller in ver.di), ist Mitglied des PEN-Zentrums Deutschland, verschiedener Akademien (Deutsche Filmakademie und Akademie der Darstellenden Künste) sowie seit 1995 als Vertreter der Autoren Mitglied im Verwaltungsrat der VG Wort. Für 2003 wurde er in die Jury für das „Unwort des Jahres“ berufen. Im Frühjahr 2011 gründete er in der Deutschen Filmakademie in Zusammenarbeit mit Amnesty International das Projekt Filmmakers in Prison, mit dem verfolgte Filmemacher unterstützt werden sollen. Als Mitglied der Jury Unwort des Jahres setzte sich Breinersdorfer 2003 dafür ein, den Begriff Tätervolk zu wählen. Das geschah mit der Begründung: „Das Wort Tätervolk ist schon grundsätzlich verwerflich, da es ein ganzes Volk für die Taten einer Gruppe verantwortlich macht.“ Werde der Begriff aber auf die Juden bezogen, dann sei er „ein aktueller Beleg für immer noch wirkenden Antisemitismus“.
Er setzt sich seit Jahren für die Verbesserung des Urheberrechts ein und gehörte 2012 zu den 51 Unterzeichnern des offenen Briefs von 51 Tatort-Autoren an die Piratenpartei, Die Linke und Bündnis 90/Die Grünen. Um die Diskussion um ein neues Urheberrecht nach der Bundestagswahl 2013 wieder anzukurbeln, veröffentlichte Breinersdorfer am 14. Oktober 2013 in der Süddeutschen Zeitung einen Gastbeitrag mit der Forderung nach einer Zwangslizenz für Filme im Internet. Für sein Engagement für die Rechte der Kreativen wurde Fred Breinersdorfer mit dem Ehrenpreis des Deutschen Schauspielerpreises 2015 für Inspiration ausgezeichnet.
Im Zusammenhang mit der Rezeptionsgeschichte des Widerstandes im Nachkriegsdeutschland, besonders im Falle Georg Elsers, forderte Breinersdorfer die Landesregierung Baden-Württemberg auf, ein Mahnmal für Widerstand und Zivilcourage zu errichten. Dieses solle nicht nur den aus dem Land stammenden Widerstandskämpfern Georg Elser, den Geschwistern Scholl und Schenk Graf von Stauffenberg gedenken, sondern zur Zivilcourage aufzufordern. Die Landesregierung wies die Forderung zurück.

## Werke (Auswahl)

### Theaterstücke
- Die Nacht davor, Uraufführung 16. April 1993, Staatstheater Braunschweig
- Der Hammermörder, Uraufführung 6. Oktober 1993, Württembergische Landesbühne Esslingen
- mit Betty Hensel: Sophie Scholl, die letzten Tage, Uraufführung 22. Februar 2008, Schauspielhaus Salzburg
- mit Charlie Perham: Sophie Scholl, Uraufführung 16. Oktober 2012, ADC Theatre Cambridge
- mit Christian Arin: Sophie Scholl, Teateri Jönjöping, schwedische Version, Uraufführung 26. September 2014
- mit Betty Hensel: Sophie Scholl, The Final Days, Medicine Show Theatre, New York City, August 2019
- mit Jens Heuwinkel: Die Weiße Rose – die letzten Tage der Sophie Scholl, Junges Theater Bonn, UA als Stream Oktober 2021

### Hörspiele
- 1993: Wenn Wagner zahlt, SDR
- 1993: Big City in Gefahr, Reihe, SDR, Radio Bremen
- 2012: Radio Tatort, Tödliche Kunst, SWR, – Koautorin: Katja Röder, Regie: Walter Adler
- 2013: Radio Tatort, Der Schläfer, SWR, – Koautorin: Katja Röder, Regie: Walter Adler
- 2013: Radio Tatort, Anatomie des Todes, SWR, – Koautorin: Katja Röder, Regie: Walter Adler
- 2015: Elser, Regie Iris Drögekamp, 2015, SWR/NDR

### Schriften
- Gleichheit der Bildungschancen und staatliche Bildungsförderung in Deutschland. Dissertation. Tübingen 1977.
- mit E. Hohmann, H. Börger: In Sachen Numerus clausus – Wege zum Wunschstudium. dva, Stuttgart 1977.
- Papiertiger Numerus clausus. Ullstein, Berlin 1979.
- (Hrsg. und Mitautor): Numerus clausus Handbuch. Studienverlag Hayit, Köln 1984.
- Studienplatztausch und Hochschulortwechsel. Factor, Stuttgart 1988.
- mit R. Brehm, W. Zimmerling: Klagen und Studieren. Dreisam, Freiburg 1991.
- (Hrsg. und Mitautor): Auswahlgespräche für Medizinstudenten. Factor, Stuttgart 1988 (4. Auflage: Auswahlgespräche für Studenten. Stuttgart 1993).
- (Hrsg.): Sophie Scholl – die letzten Tage. Dokumente zum Film. Edition ARTE. S. Fischer, 1980, ISBN 3-596-16609-8.
- Wer weiß? Anmerkungen zu dem Gemälde „Der Schlittschuhläufer“ von Edgar Ende, in: Surrealismus in Deutschland? Kunst von 1919 bis 1949 , Katalog zur Ausstellung im Panorama Museum Bad Frankenhausen 2021, Herausgeber: Gerd Lindner, S. 250 ff, ISBN 978-3-938049-41-9
- Eine Stimme verklingt, Der Stuttgarter Musikpädagoge Karl Adler im Visier der Nazis, Stolpertext, Stuttgarter Zeitung, 18. April 2023[10]

### Romane / Erzählungen
- Das kurze Leben des K. Rusinski. Rowohlt, Reinbek 1980, ISBN 3-499-42538-6.
- Frohes Fest, Lucie. Rowohlt, Reinbek 1981, ISBN 3-499-42562-9.
- mit Felix Huby: Der Schlangenbiss. Droemer Knaur, München 1981, ISBN 3-426-04921-X.[11]
- Noch Zweifel, Herr Verteidiger? Rowohlt, Reinbek 1983, ISBN 3-499-42621-8.
- Das Netz hat manchmal weite Maschen. Storys. Rowohlt, Reinbek 1983, ISBN 3-499-42642-0.
- Der Dienstagmann. Rowohlt, Reinbek 1984, ISBN 3-499-42685-4.
- Notwehr. Rowohlt, Reinbek 1986, ISBN 3-499-42750-8.
- nach Recherche von Elke R. Evert: Der Hammermörder. Ein dokumentarischer Roman. Factor, Stuttgart 1986, ISBN 978-3-925860-00-3.
- Schlemihl und die Narren. Erzählungen. Rowohlt, Reinbek 1987, ISBN 3-499-42792-3.
- Desperados Kinder. Jugendroman, Thienemann, Stuttgart 1988, ISBN 978-3-522-16470-2.
- Höhenfluch. Haufe, Freiburg, 1992, ISBN 978-3-448-02615-3.
- Das Biest. Eichborn, 1998, ISBN 3-8218-0546-3.

### Filmografie (Auswahl)

#### Drehbücher
- 1989: Quarantäne
- 1990: Der Hammermörder
- 1994: Angst
- 1994: Der Mann mit der Maske
- 1996: Tatort: Schneefieber
- 1998: Tatort: Jagdfieber
- 1998: Tatort: Money! Money!
- 1999: Tatort: Mordfieber
- 2000: Tatort: Einsatz in Leipzig
- 2000: Tatort: Tödliches Verlangen
- 2000: Tatort: Quartett in Leipzig
- 2001: Die Hoffnung stirbt zuletzt
- 2001: Tatort: Gewaltfieber
- 2003: Tatort: Rotkäppchen
- 2003: Tatort: Sonne und Sturm
- 2003: Tatort: Der Schächter
- 2004: Tatort: Teufelskreis
- 2005: Tatort: Die Spieler
- 2005: Die Spielerin
- 2006: Tatort: Der schwedische Freund
- 2006: Tatort: Aus der Traum – Koautor: Raimund Weber
- 2007: Tatort: Der Tote vom Straßenrand – Koautorin: Léonie-Claire Breinersdorfer
- 2007: Tatort: Die Anwältin – Koautor: Léonie-Claire Breinersdorfer
- 2010: Der verlorene Sohn – Koautorin: Léonie-Claire Breinersdorfer
- 2011: Der Chinese – Koautorin: Léonie-Claire Breinersdorfer
- 2012: Tatort: Borowski und der freie Fall
- 2012: Tatort: Ein neues Leben – Koautorin: Léonie-Claire Breinersdorfer
- 2016: Dimitrios Schulze
- 2019: Die Spur der Mörder – Koautorin Katja Röder
- 2021: Ein Mädchen wird vermisst – Koautorin Katja Röder
- 2022: München Mord: Dolce Vita – Koautorin Katja Röder,
- 2022: Honecker und der Pastor
- 2023: Tatort: Gold
- 2024: Blackout bei Wellmanns – Koautoren Katja Röder, Leo Kashin
- 2025: An einem Tag im September

#### Regie
- 2007: Kurzfilm, Sommersonntag, Koregie Siggi Kamml
- 2008 Dokumentarfilm, Kino, Andula, Besuch in einem anderen Leben
- 2008 Kinofilm, Zwischen heute und morgen
- 2022 Dokumentation zum Spielfilm Honecker und der Pastor, ZDF

## Auszeichnungen
- 1985: Walter-Serner-Preis für Pack schlägt sich
- 1989: Nominierung zum Prix Italia für Quarantäne
- 1994: Goldener Gong (Buch) mit Peter Schulze-Rohr (Regie) für Der Mann mit der Maske
- 1997: Nominierung Adolf-Grimme-Preis für die Idee zur Figur Jean Abel und Günther Maria Halmer als Darsteller der Figur (ZDF)
- 2003: Adolf-Grimme-Preis mit Gold für das Drehbuch zu Die Hoffnung stirbt zuletzt (zusammen mit Marc Rothemund, Anneke Kim Sarnau und Axel Prahl)
- 2003: ver.di-Fernsehpreis für das Drehbuch zu Die Hoffnung stirbt zuletzt
- 2004 Berliner Krimipreis, „Krimifuchs“
- 2005: Deutscher Filmpreis für Sophie Scholl – Die letzten Tage (Publikumspreis und Bester Film)
- 2005: Nominierung zum Deutschen Filmpreis Deutscher Filmpreis für Sophie Scholl – Die letzten Tage (Drehbuch)
- 2005: Nominierung zum Europäischen Filmpreis Europäischer Filmpreis für Sophie Scholl – Die letzten Tage (Bester Film)
- 2005: Friedenspreis des Deutschen Films – Die Brücke für Sophie Scholl – Die letzten Tage
- 2006: Jupiter für Sophie Scholl – Die letzten Tage (Bester Film)
- 2006: Bayerischer Filmpreis für Sophie Scholl – Die letzten Tage, Produzentenpreis
- 2006: Nominierung zum Oscar für Sophie Scholl – Die letzten Tage (Bester fremdsprachiger Film)
- 2007: The 58th Annual Christopher Award, Feature Film für Sophie Scholl – Die letzten Tage
- 2008: Ostfriesischer Kurzfilmpreis (mit Sigi Kamml) für beste Regie, Kurzfilm Sommersonntag
- 2008: Murnau-Kurzfilmpreis (mit Sigi Kamml) Kurzfilm Sommersonntag
- 2010: Bernd Burgemeister Fernsehpreis (mit Oliver Berben) für beste Produktion, Der verlorene Sohn
- 2012: Verdienstorden des Landes Baden-Württemberg für besondere Verdienste
- 2012: Eyes & Ears Award als Autor des besten Social Spots für Filmmakers in Prison der Deutschen Filmakademie
- 2014: Bundesverdienstkreuz am Bande
- 2015: Bayerischer Filmpreis für Elser – Er hätte die Welt verändert, Produzentenpreis
- 2015: Deutscher Schauspielerpreis Ehrenpreis für Inspiration
- 2015: Friedenspreis des Deutschen Films – Die Brücke für Elser – Er hätte die Welt verändert
- 2016: Nominierung Europäischer CIVIS Kinopreis für Elser – Er hätte die Welt verändert und Das Tagebuch der Anne Frank
- 2018 Deutsches Fernsehkrimipreis, Publikumspreis und bester Darsteller (Heino Ferch) für Ein Kind wird gesucht
- 2019 Christlicher Medienpreis Goldener Kompass für das Drehbuch zu Ein Kind wird gesucht
- 2023 Nominierung zum Grimme-Preis mit Honecker und der Pastor
- 2023 Nominierung für Honecker und der Pastor zum Jupiter Publikumspreis (bester Film)
- 2025 TV-Festival Monte Carlo, Ein Tag im September, Goldene Nymphe als bester Film und für die beste Schauspielerin